# 阿尔扎马佐夫卡河
阿尔扎马佐夫卡河（俄语：Река Арзамазовка），当地亦常用阿尔扎马索夫卡河（俄语：Река Арзамасовка），前称大东沟河（俄语：Река Да-дун-гоу），是俄羅斯滨海边疆区奥莉加区河流，由锡霍特山脉源起，左门纳亚河和右门纳亚河交汇后始称阿尔扎马佐夫卡河；在彼尔姆斯科耶村注入阿瓦库莫夫卡河，流長共41公里，最深处2米，最宽处50米。河上有两座混凝土桥，並有P447公路穿过。

## 引用
1. ↑  . inoforum.ru.   [2020-04-03]. （原始内容存档于2016-03-04） （俄语）.
2. ↑  А·П·穆拉诺夫. . 列宁格勒: 气象出版社. 1966 （俄语）.
3. ↑  . 列宁格勒: 气象出版社 （俄语）.
4. ↑  Т·А·基谢尔科瓦娅. . 列宁格勒: 气象出版社. 1977 （俄语）.